# Xã đặc quyền Delhi, Michigan
Xã Delhi (tiếng Anh: Delhi Township) là một xã thuộc quận Ingham, tiểu bang Michigan, Hoa Kỳ. Năm 2010, dân số của xã này là 25.877 người.